# Mistrovství České republiky v orientačním běhu 2017
25. ročník Mistrovství České republiky v orientačním běhu proběhl v roce 2017 ve čtyřech individuálních a třech týmových disciplínách.

## Nejúspěšnější závodníci
Pořadí závodníků podle získaných medailí (tzv. olympijského hodnocení) všech mistrovských kategorií (D16 – mladší dorostenky, D18 – starší dorostenky, D20 – juniorky, D21 – ženy, H16 – mladší dorostenci, H18 – starší dorostenci, H20 – junioři, H21 – muži) v individuálních disciplínách v roce 2017. Uvedeni jsou závodníci, kteří získali alespoň dvě medaile a zároveň alespoň jednu zlatou medaili.
| Medailové pořadí závodníků na MČR 2017 | Medailové pořadí závodníků na MČR 2017 | Medailové pořadí závodníků na MČR 2017 | Medailové pořadí závodníků na MČR 2017 | Medailové pořadí závodníků na MČR 2017 |
| Jméno                                  | 1. místo                               | 2. místo                               | 3. místo                               | Celkem                                 |
| -------------------------------------- | -------------------------------------- | -------------------------------------- | -------------------------------------- | -------------------------------------- |
| Tereza Janošíková                      | 3                                      |                                        | 1                                      | 4                                      |
| Vojtěch Sýkora                         | 2                                      | 1                                      | 1                                      | 4                                      |
| Barbora Vyhnálková                     | 2                                      | 1                                      | 1                                      | 4                                      |
| Miloš Nykodým                          | 2                                      |                                        | 1                                      | 3                                      |
| Daniel Vandas                          | 2                                      |                                        | 1                                      | 3                                      |
| Ondřej Metelka                         | 2                                      |                                        | 1                                      | 3                                      |
| Vendula Horčičková                     | 2                                      |                                        |                                        | 2                                      |
| Anna Kochová                           | 2                                      |                                        |                                        | 2                                      |
| Tomáš Křivda                           | 2                                      |                                        |                                        | 2                                      |
| Vojtěch Král                           | 1                                      | 2                                      | 1                                      | 4                                      |
| Josef Nagy                             | 1                                      | 1                                      |                                        | 2                                      |
| Jana Knapová                           | 1                                      | 1                                      |                                        | 2                                      |
| Tereza Čechová                         | 1                                      | 1                                      |                                        | 2                                      |
| Petra Holečková                        | 1                                      |                                        | 1                                      | 2                                      |
| Jakub Dekrét                           | 1                                      |                                        | 1                                      | 2                                      |

## Mistrovství ČR v nočním OB
První šampionát přinesl kopcovité tratě a běžel se v relativně malém prostoru v porostově různorodém lese, který na okraji prostoru strmě spadá do údolí řeky Jihlavy s členitými kamenitými srázy a místy i terénními pozůstatky po středověké těžbě. Prostor byl naposled zmapován v roce 1982. Na kontrolách nebyly reflexní pásky, což zvýšilo obtížnost závodu.
| Datum závodu   | 8. 4. 2017     |  | Místo konání    | Rantířov • aréna                                                             |  | Pořadatel       | OK Jihlava                                    |
| Ředitel závodu | Eva Dokulilová |  | Hlavní rozhodčí | Martin Kratochvíl                                                            |  | Stavitelé tratí | Aleš Petráček                                 |
| Název mapy     | Peklo          |  | Web závodu      | http://nocni2017.okjihlava.com/ Archivováno 15. 12. 2017 na Wayback Machine. |  | Výsledky závodu | http://oris.orientacnisporty.cz/Zavod?id=3589 |

| Zkrácené výsledky             | Zkrácené výsledky       | Zkrácené výsledky                         | Zkrácené výsledky       | Zkrácené výsledky       | Zkrácené výsledky | Zkrácené výsledky       | Zkrácené výsledky            | Zkrácené výsledky       | Zkrácené výsledky       |
| Pořadí                        | H21 – muži              | H21 – muži                                | H21 – muži              | H21 – muži              | Pořadí            | D21 – ženy              | D21 – ženy                   | D21 – ženy              | D21 – ženy              |
| ----------------------------- | ----------------------- | ----------------------------------------- | ----------------------- | ----------------------- | ----------------- | ----------------------- | ---------------------------- | ----------------------- | ----------------------- |
| Zlatá medaile                 | Pavel Kubát             | OK 99 Hradec Králové                      | 1:04:11                 |                         | Zlatá medaile     | Eva Kabáthová           | SK Žabovřesky Brno           | 52:59                   |                         |
| Stříbrná medaile              | Vojtěch Král            | SK Severka Šumperk                        | 1:05:15                 | +1:04                   | Stříbrná medaile  | Denisa Kosová           | OK 99 Hradec Králové         | 54:42                   | +1:43                   |
| Bronzová medaile              | Marek Minář             | Magnus Orienteering                       | 1:05:28                 | +1:17                   | Bronzová medaile  | Lenka Mechlová          | OK Slavia Hradec Králové     | 55:20                   | +2:21                   |
| 4                             | Jan Šedivý              | SK Praga                                  | 1:06:58                 | +2:47                   | 4                 | Adéla Indráková         | SK Žabovřesky Brno           | 56:07                   | +3:08                   |
| 5                             | Jan Schulhof            | OOB TJ Turnov                             | 1:09:37                 | +5:26                   | 5                 | Barbora Hrušková        | SK Žabovřesky Brno           | 59:59                   | +7:00                   |
| 6                             | Jonáš Hubáček           | OOB TJ Slovan Luhačovice                  | 1:11:56                 | +7:45                   | 6                 | Michaela Chmelařová     | OK Slavia Hradec Králové     | 1:01:12                 | +8:13                   |
| 7                             | Tomáš Kubelka           | OK Lokomotiva Pardubice                   | 1:12:04                 | +7:53                   | 7                 | Kristýna Hlubučková     | OK Kamenice                  | 1:01:14                 | +8:15                   |
| 8                             | Štěpán Dlabaja          | SKOB Zlín                                 | 1:14:56                 | +10:45                  | 8                 | Jana Benešová           | SK OB Chotěboř               | 1:04:20                 | +11:21                  |
| 9                             | Radek Nožka             | OK Lokomotiva Pardubice                   | 1:15:18                 | +11:07                  | 9                 | Petra Hančová           | OK Lokomotiva Pardubice      | 1:04:24                 | +11:25                  |
| 10                            | Lukáš Kettner           | OK Kamenice                               | 1:16:17                 | +12:06                  | 10                | Dominika Plochová       | Oddíl OB Kotlářka            | 1:06:29                 | +13:30                  |
| Pořadí                        | H20 – junioři           | H20 – junioři                             | H20 – junioři           | H20 – junioři           | Pořadí            | D20 – juniorky          | D20 – juniorky               | D20 – juniorky          | D20 – juniorky          |
| Zlatá medaile                 | Daniel Vandas           | OK 99 Hradec Králové                      | 48:41                   |                         | Zlatá medaile     | Barbora Vyhnálková      | OB Říčany                    | 48:27                   |                         |
| Stříbrná medaile              | Otakar Hirš             | SK Žabovřesky Brno                        | 50:08                   | +1:27                   | Stříbrná medaile  | Tereza Nováková         | Oddíl OB Kotlářka            | 52:20                   | +3:53                   |
| Bronzová medaile              | Vojtěch Sýkora          | OOB TJ Slovan Luhačovice                  | 50:15                   | +1:34                   | Bronzová medaile  | Hana Fukalová           | Orientační Běh Opava         | 54:21                   | +5:54                   |
| Pořadí                        | H18 – starší dorostenci | H18 – starší dorostenci                   | H18 – starší dorostenci | H18 – starší dorostenci | Pořadí            | D18 – starší dorostenky | D18 – starší dorostenky      | D18 – starší dorostenky | D18 – starší dorostenky |
| Zlatá medaile                 | Tomáš Křivda            | K.O.B. Choceň                             | 50:23                   |                         | Zlatá medaile     | Tereza Janošíková       | SOB Olomouc                  | 41:23                   |                         |
| Stříbrná medaile              | Josef Nagy              | OOB TJ Tatran Jablonec n. N.              | 51:39                   | +1:16                   | Stříbrná medaile  | Anna Kopecká            | OK Lokomotiva Pardubice      | 43:22                   | +1:59                   |
| Bronzová medaile              | Vít Horčička            | SK SKI-OB Šternberk                       | 52:20                   | +1:57                   | Bronzová medaile  | Barbora Chaloupská      | OK 99 Hradec Králové         | 44:02                   | +2:39                   |
| Pořadí                        | H16 – mladší dorostenci | H16 – mladší dorostenci                   | H16 – mladší dorostenci | H16 – mladší dorostenci | Pořadí            | D16 – mladší dorostenky | D16 – mladší dorostenky      | D16 – mladší dorostenky | D16 – mladší dorostenky |
| Zlatá medaile                 | Šimon Mareček           | SK Orientační sporty Nové Město na Moravě | 38:36                   |                         | Zlatá medaile     | Regina Tokárová         | KOS Slavia Plzeň             | 34:40                   |                         |
| Stříbrná medaile              | Jan Gajda               | OK Kamenice                               | 39:30                   | +0:54                   | Stříbrná medaile  | Karolína Bejvlová       | SK Praga                     | 35:10                   | +0:30                   |
| Bronzová medaile              | Ondřej Metelka          | OK 99 Hradec Králové                      | 43:07                   | +4:31                   | Bronzová medaile  | Adéla Rydlová           | OOB TJ Tatran Jablonec n. N. | 35:39                   | +0:59                   |
| << předchozí • následující >> |                         |                                           |                         |                         |                   |                         |                              |                         |                         |

Souhrnné informace naleznete v článku Mistrovství České republiky v nočním orientačním běhu.

## Mistrovství ČR sprintových štafet
Šampionát smíšených čtyřčlenných sprintových štafet proběhl v samotném centru Brna v parku kolem hradu Špilberk. Šlo o teprve čtvrtý ročník mistrovství v této disciplíně a poprvé se běželo v pořadí žena–muž–muž–žena. Na startu se objevilo přes 150 štafet. Tratě vedly v lesoparku okolo hradu a v pevnosti Špilberk s množstvím hradeb a průchodů. Závod byl velmi dramatický.
Reportáž ze sprintu a štafet se stopáží 46 minut připravila Česká televize.
| Datum závodu   | 6. 5. 2017         |  | Místo konání    | Brno • aréna                      |  | Pořadatel       | SK Žabovřesky Brno                            |
| Ředitel závodu | Libor Zřídkaveselý |  | Hlavní rozhodčí | Miroslav Hlava                    |  | Stavitelé tratí | Jan Drábek                                    |
| Název mapy     | Špilberk           |  | Web závodu      | http://zbm.eob.cz/zavody/mcr2017/ |  | Výsledky závodu | http://oris.orientacnisporty.cz/Zavod?id=3542 |

| Zkrácené výsledky             | Zkrácené výsledky                                                                          | Zkrácené výsledky | Zkrácené výsledky | Zkrácené výsledky | Zkrácené výsledky                                                                    | Zkrácené výsledky | Zkrácené výsledky | Zkrácené výsledky | Zkrácené výsledky |
| Pořadí                        | DH21 – dospělí                                                                             | DH21 – dospělí    | DH21 – dospělí    | Pořadí            | DH18 – dorost                                                                        | DH18 – dorost     | DH18 – dorost     |                   |                   |
| ----------------------------- | ------------------------------------------------------------------------------------------ | ----------------- | ----------------- | ----------------- | ------------------------------------------------------------------------------------ | ----------------- | ----------------- | ----------------- | ----------------- |
| Zlatá medaile                 | OK 99 Hradec Králové Daniela Čepová Daniel Vandas Jan Petržela Monika Rollier              | 1:04:15           |                   | Zlatá medaile     | SK SKI-OB Šternberk Ema Marková Vít Horčička Mikuláš Jirka Tereza Janošíková         | 1:00:57           |                   |                   |                   |
| Stříbrná medaile              | SK Žabovřesky Brno Magdaléna Tužilová Otakar Hirš Pavel Brlica Adéla Indráková             | 1:04:20           | +0:05             | Stříbrná medaile  | OK 99 Hradec Králové Agnieszka Cych Šimon Chvátil Jáchym Kavalír Barbora Chaloupská  | 1:01:26           | +0:29             |                   |                   |
| Bronzová medaile              | OK Lokomotiva Pardubice Petra Hančová Tomáš Kubelka Matěj Kamenický Jana Knapová           | 1:06:14           | +1:59             | Bronzová medaile  | OK Lokomotiva Pardubice Jana Peterová Jan Rusin Jonáš Fencl Anna Kopecká             | 1:03:30           | +2:33             |                   |                   |
| 4                             | OOB TJ Slovan Luhačovice Marcela Tesařová Jonáš Hubáček Vojtěch Sýkora Magdalena Čermáková | 1:06:29           | +2:14             | 4                 | OK Lokomotiva Pardubice Kateřina Koberová Martin Roudný Ondřej Volák Martina Waňková | 1:04:43           | +3:46             |                   |                   |
| 5                             | OK Kamenice Kristýna Hlubučková Tomáš Rusý Lukáš Kettner Petra Aschermannová               | 1:07:34           | +3:19             | 5                 | K.O.B. Choceň Kateřina Chaloupková Tomáš Křivda Michal Švadlena Jana Semrádová       | 1:05:03           | +4:06             |                   |                   |
| << předchozí • následující >> |                                                                                            |                   |                   |                   |                                                                                      |                   |                   |                   |                   |

Souhrnné informace naleznete v článku Mistrovství České republiky v orientačním běhu sprintových štafet.

## Mistrovství ČR ve sprintu
Šampionát ve sprintu proběhl poprvé ve formátu ranní kvalifikace a odpolední finále. Kvalifikace proběhla v okolí Kraví hory, finále pak v samotném historickém centru Brna s cílovou arénou na Moravském náměstí, kdy se běželo městskou zástavbou, přilehlými parky a částí zbytků hradeb s větší koncentrací průchodů a schodů. Orientačně náročný úvod se odehrál v prostoru Petrova, závěr pak byl ve středu Brna. V úvodu se dělaly chyby, které pak rozhodovaly o celkových výsledcích. Výsledky především v dorosteneckých a juniorských kategoriích skončily celou řadou překvapení. V průběhu závodu přišly dvě přeháňky, které však příliš závod neovlivnily.
Reportáž ze sprintu a štafet se stopáží 46 minut připravila Česká televize.
| Datum závodu   | 7. 5. 2017         |  | Místo konání    | Brno • aréna                      |  | Pořadatel       | SK Žabovřesky Brno                            |
| Ředitel závodu | Libor Zřídkaveselý |  | Hlavní rozhodčí | Miroslav Hlava                    |  | Stavitelé tratí | Jan Drábek                                    |
| Název mapy     | Brno               |  | Web závodu      | http://zbm.eob.cz/zavody/mcr2017/ |  | Výsledky závodu | http://oris.orientacnisporty.cz/Zavod?id=3543 |

| Zkrácené výsledky             | Zkrácené výsledky       | Zkrácené výsledky            | Zkrácené výsledky       | Zkrácené výsledky       | Zkrácené výsledky | Zkrácené výsledky       | Zkrácené výsledky        | Zkrácené výsledky       | Zkrácené výsledky       |
| Pořadí                        | H21 – muži              | H21 – muži                   | H21 – muži              | H21 – muži              | Pořadí            | D21 – ženy              | D21 – ženy               | D21 – ženy              | D21 – ženy              |
| ----------------------------- | ----------------------- | ---------------------------- | ----------------------- | ----------------------- | ----------------- | ----------------------- | ------------------------ | ----------------------- | ----------------------- |
| Zlatá medaile                 | Vojtěch Král            | SK Severka Šumperk           | 12:28                   |                         | Zlatá medaile     | Jana Knapová            | OK Lokomotiva Pardubice  | 14:06                   |                         |
| Stříbrná medaile              | Jan Petržela            | OK 99 Hradec Králové         | 13:05                   | +0:37                   | Stříbrná medaile  | Adéla Indráková         | SK Žabovřesky Brno       | 14:07                   | +0:01                   |
| Bronzová medaile              | Miloš Nykodým           | SK Žabovřesky Brno           | 13:09                   | +0:41                   | Bronzová medaile  | Tereza Janošíková       | SOB Olomouc              | 14:11                   | +0:05                   |
| 4                             | Jonáš Hubáček           | OOB TJ Slovan Luhačovice     | 13:19                   | +0:51                   | 4                 | Denisa Kosová           | OK 99 Hradec Králové     | 14:27                   | +0:21                   |
| 5                             | Marek Minář             | Magnus Orienteering          | 13:23                   | +0:55                   | 5                 | Kateřina Chromá         | SK Žabovřesky Brno       | 14:29                   | +0:23                   |
| 6                             | Krzysztof Wolowczyk     | SK SKI-OB Šternberk          | 13:32                   | +1:04                   | 6                 | Martina Tichovská       | SK Praga                 | 14:35                   | +0:29                   |
| 7                             | Baptiste Rollier        | OK 99 Hradec Králové         | 13:39                   | +1:11                   | 7                 | Adéla Jakobová          | SK Praga                 | 14:43                   | +0:37                   |
| 8                             | Tomáš Kubelka           | OK Lokomotiva Pardubice      | 13:43                   | +1:15                   | 8                 | Michaela Omová          | OOB TJ Turnov            | 14:48                   | +0:42                   |
| 9                             | Pavel Hradec            | OOB TJ Turnov                | 13:53                   | +1:25                   | 9                 | Petra Hančová           | OK Lokomotiva Pardubice  | 14:59                   | +0:53                   |
| 10                            | Ondřej Kantor           | TJ TŽ Třinec                 | 13:55                   | +1:27                   | 9                 | Iveta Šístková          | OK Lokomotiva Pardubice  | 14:59                   | +0:53                   |
| Pořadí                        | H20 – junioři           | H20 – junioři                | H20 – junioři           | H20 – junioři           | Pořadí            | D20 – juniorky          | D20 – juniorky           | D20 – juniorky          | D20 – juniorky          |
| Zlatá medaile                 | Vojtěch Sýkora          | OOB TJ Slovan Luhačovice     | 12:33                   |                         | Zlatá medaile     | Silvie Slavíková        | SK Praga                 | 15:15                   |                         |
| Stříbrná medaile              | Vladimír Kelbl          | SK Žabovřesky Brno           | 12:56                   | +0:23                   | Stříbrná medaile  | Kateřina Argalášová     | TJ TŽ Třinec             | 15:16                   | +0:01                   |
| Bronzová medaile              | Daniel Vandas           | OK 99 Hradec Králové         | 12:58                   | +0:25                   | Bronzová medaile  | Barbora Vyhnálková      | OB Říčany                | 15:22                   | +0:07                   |
| Pořadí                        | H18 – starší dorostenci | H18 – starší dorostenci      | H18 – starší dorostenci | H18 – starší dorostenci | Pořadí            | D18 – starší dorostenky | D18 – starší dorostenky  | D18 – starší dorostenky | D18 – starší dorostenky |
| Zlatá medaile                 | Tomáš Křivda            | K.O.B. Choceň                | 11:42                   |                         | Zlatá medaile     | Nikola Zlámalová        | Sportcentrum Jičín       | 14:21                   |                         |
| Stříbrná medaile              | Jáchym Kavalír          | OK 99 Hradec Králové         | 12:02                   | +0:20                   | Stříbrná medaile  | Eliška Sieglová         | SK Praga                 | 14:23                   | +0:02                   |
| Bronzová medaile              | Jakub Dekrét            | SK Žabovřesky Brno           | 12:15                   | +0:33                   | Bronzová medaile  | Katarzyna Ciesiólka     | KOB Ústí nad Orlicí      | 14:46                   | +0:25                   |
| Pořadí                        | H16 – mladší dorostenci | H16 – mladší dorostenci      | H16 – mladší dorostenci | H16 – mladší dorostenci | Pořadí            | D16 – mladší dorostenky | D16 – mladší dorostenky  | D16 – mladší dorostenky | D16 – mladší dorostenky |
| Zlatá medaile                 | Piotr Rzenca            |                              | 13:05                   |                         | Zlatá medaile     | Petra Holečková         | OK Slavia Hradec Králové | 13:15                   |                         |
| Stříbrná medaile              | Filip Adámek            | KOB ALFA Brno                | 13:09                   | +0:04                   | Stříbrná medaile  | Tereza Fejfarová        | OK Lokomotiva Pardubice  | 13:16                   | +0:01                   |
| Bronzová medaile              | Ondřej Budský           | OOB TJ Tatran Jablonec n. N. | 13:24                   | +0:19                   | Bronzová medaile  | Karolína Bejvlová       | SK Praga                 | 13:28                   | +0:13                   |
| << předchozí • následující >> |                         |                              |                         |                         |                   |                         |                          |                         |                         |

Souhrnné informace naleznete v článku Mistrovství České republiky v orientačním běhu ve sprintu.

## Mistrovství ČR na krátké trati
Šampionát na krátké trati proběhl tradičně formou sobotní kvalifikace a nedělního finále. Hezké a náročné tratě po oba dny, v neděli s využitím prostoru s větším převýšením a také více s kameny a terénní objekty. Na tratích se daly dělat chyby, jak na postupech, tak především v dohledávkách v oblasti hustníků. V hlavních kategoriích byl závod velmi dramatický a vyrovnaný.
Reportáž ze závodů s délkou 124 minut připravila Česká televize.
| Datum závodu   | 10.–11. 6. 2017  |  | Místo konání    | Lipnice nad Sázavou • aréna                                             |  | Pořadatel       | SK Orientační sporty Nové Město na Moravě+ Jiskra Havlíčkův Brod |
| Ředitel závodu | Břetislav Wurzel |  | Hlavní rozhodčí | Milan Venhoda                                                           |  | Stavitelé tratí | Jan Krejsa, Radan Kamenický                                      |
| Název mapy     | Zlatý voči       |  | Web závodu      | https://web.archive.org/web/20171222185704/http://osn-cz.eu/middle2017/ |  | Výsledky závodu | http://oris.orientacnisporty.cz/Zavod?id=3281                    |

| Zkrácené výsledky             | Zkrácené výsledky       | Zkrácené výsledky            | Zkrácené výsledky       | Zkrácené výsledky       | Zkrácené výsledky | Zkrácené výsledky       | Zkrácené výsledky        | Zkrácené výsledky       | Zkrácené výsledky       |
| Pořadí                        | H21 – muži              | H21 – muži                   | H21 – muži              | H21 – muži              | Pořadí            | D21 – ženy              | D21 – ženy               | D21 – ženy              | D21 – ženy              |
| ----------------------------- | ----------------------- | ---------------------------- | ----------------------- | ----------------------- | ----------------- | ----------------------- | ------------------------ | ----------------------- | ----------------------- |
| Zlatá medaile                 | Miloš Nykodým           | SK Žabovřesky Brno           | 40:35                   |                         | Zlatá medaile     | Vendula Horčičková      | OOB TJ Slovan Luhačovice | 36:58                   |                         |
| Stříbrná medaile              | Jan Šedivý              | SK Praga                     | 41:16                   | +0:41                   | Stříbrná medaile  | Barbora Hrušková        | SK Žabovřesky Brno       | 39:09                   | +2:11                   |
| Bronzová medaile              | Vojtěch Král            | SK Severka Šumperk           | 41:44                   | +1:09                   | Bronzová medaile  | Magdaléna Tužilová      | SK Žabovřesky Brno       | 39:46                   | +2:48                   |
| 4                             | Baptiste Rollier        | OK 99 Hradec Králové         | 42:17                   | +1:42                   | 4                 | Lenka Mechlová          | OK Slavia Hradec Králové | 39:50                   | +2:52                   |
| 5                             | Jan Procházka           | SK Praga                     | 42:19                   | +1:44                   | 5                 | Adéla Indráková         | SK Žabovřesky Brno       | 40:08                   | +3:10                   |
| 6                             | Marek Minář             | Magnus Orienteering          | 42:35                   | +2:00                   | 6                 | Alena Voborníková       | SK OB Chotěboř           | 40:32                   | +3:34                   |
| 7                             | Jan Petržela            | OK 99 Hradec Králové         | 42:44                   | +2:09                   | 7                 | Eva Kabáthová           | SK Žabovřesky Brno       | 41:07                   | +4:09                   |
| 8                             | Adam Chromý             | KOS TJ Tesla Brno            | 43:21                   | +2:46                   | 8                 | Martina Matějů          | SK Praga                 | 41:09                   | +4:11                   |
| 9                             | Vojtěch Kettner         | OK Kamenice                  | 44:16                   | +3:41                   | 9                 | Denisa Kosová           | OK 99 Hradec Králové     | 41:18                   | +4:20                   |
| 10                            | Moritz Döllgast         | OOB TJ Turnov                | 44:20                   | +3:45                   | 10                | Jana Knapová            | OK Lokomotiva Pardubice  | 41:35                   | +4:37                   |
| Pořadí                        | H20 – junioři           | H20 – junioři                | H20 – junioři           | H20 – junioři           | Pořadí            | D20 – juniorky          | D20 – juniorky           | D20 – juniorky          | D20 – juniorky          |
| Zlatá medaile                 | Vojtěch Sýkora          | OOB TJ Slovan Luhačovice     | 28:13                   |                         | Zlatá medaile     | Barbora Vyhnálková      | OB Říčany                | 31:07                   |                         |
| Stříbrná medaile              | Otakar Hirš             | SK Žabovřesky Brno           | 29:54                   | +1:41                   | Stříbrná medaile  | Tereza Čechová          | OK Kamenice              | 32:55                   | +1:48                   |
| Bronzová medaile              | Šimon Navrátil          | SK Praga                     | 30:34                   | +2:21                   | Bronzová medaile  | Kateřina Argalášová     | TJ TŽ Třinec             | 33:14                   | +2:07                   |
| Pořadí                        | H18 – starší dorostenci | H18 – starší dorostenci      | H18 – starší dorostenci | H18 – starší dorostenci | Pořadí            | D18 – starší dorostenky | D18 – starší dorostenky  | D18 – starší dorostenky | D18 – starší dorostenky |
| Zlatá medaile                 | Josef Nagy              | OOB TJ Tatran Jablonec n. N. | 31:24                   |                         | Zlatá medaile     | Tereza Janošíková       | SOB Olomouc              | 29:24                   |                         |
| Stříbrná medaile              | Jáchym Kavalír          | OK 99 Hradec Králové         | 31:28                   | +0:04                   | Stříbrná medaile  | Jasmina Gassner         | Rakousko                 | 30:56                   | +1:32                   |
| Bronzová medaile              | Ota Škvor               | OK Kamenice                  | 32:06                   | +0:42                   | Bronzová medaile  | Anna Kopecká            | OK Lokomotiva Pardubice  | 31:51                   | +2:27                   |
| Pořadí                        | H16 – mladší dorostenci | H16 – mladší dorostenci      | H16 – mladší dorostenci | H16 – mladší dorostenci | Pořadí            | D16 – mladší dorostenky | D16 – mladší dorostenky  | D16 – mladší dorostenky | D16 – mladší dorostenky |
| Zlatá medaile                 | Ondřej Metelka          | OK 99 Hradec Králové         | 30:36                   |                         | Zlatá medaile     | Anna Kochová            | Sportcentrum Jičín       | 27:18                   |                         |
| Stříbrná medaile              | Jakub Chaloupský        | OK 99 Hradec Králové         | 32:26                   | +1:50                   | Stříbrná medaile  | Karolína Bejvlová       | SK Praga                 | 28:22                   | +1:04                   |
| Bronzová medaile              | Martin Šimša            | SK Praga                     | 32:32                   | +1:56                   | Bronzová medaile  | Petra Holečková         | OK Slavia Hradec Králové | 29:28                   | +2:10                   |
| << předchozí • následující >> |                         |                              |                         |                         |                   |                         |                          |                         |                         |

Souhrnné informace naleznete v článku Mistrovství České republiky v orientačním běhu na krátké trati.

## Mistrovství ČR na klasické trati
Nejprestižnější individuální šampionát proběhl tradičně ve formátu sobotní kvalifikace a nedělního finále. Náročné ale krásné tratě s velkým převýšením vedly v horském terénu na severních svazích Oldřichovského Špičáku s množstvím údolíček, kamenů a skalek, ve vyšších částech terénu byla těžší kamenitá podložka, v dolní rovinatější části zase množství bažinek. Všude pak smíšený les se středně hustou sítí komunikací. Náročnost závodu potrhlo i sychravé podzimní počasí. 
Reportáž ze závodu o délce 31 minut připravila Česká televize.
| Datum závodu   | 23.–24. 9. 2017 |  | Místo konání    | Raspenava – U Dvora • aréna |  | Pořadatel       | OK Chrastava                                  |
| Ředitel závodu | Vojtěch Vokál   |  | Hlavní rozhodčí | Dominika Pachnerová         |  | Stavitelé tratí | Kateřina Kašková, Jaroslav Polák              |
| Název mapy     | Skalní brána    |  | Web závodu      | http://mcr2017.okcha.net    |  | Výsledky závodu | http://oris.orientacnisporty.cz/Zavod?id=3499 |

| Zkrácené výsledky             | Zkrácené výsledky           | Zkrácené výsledky        | Zkrácené výsledky       | Zkrácené výsledky       | Zkrácené výsledky | Zkrácené výsledky       | Zkrácené výsledky        | Zkrácené výsledky       | Zkrácené výsledky       |
| Pořadí                        | H21 – muži                  | H21 – muži               | H21 – muži              | H21 – muži              | Pořadí            | D21 – ženy              | D21 – ženy               | D21 – ženy              | D21 – ženy              |
| ----------------------------- | --------------------------- | ------------------------ | ----------------------- | ----------------------- | ----------------- | ----------------------- | ------------------------ | ----------------------- | ----------------------- |
| Zlatá medaile                 | Miloš Nykodým               | SK Žabovřesky Brno       | 1:42:30                 |                         | Zlatá medaile     | Vendula Horčičková      | OOB TJ Slovan Luhačovice | 1:18:49                 |                         |
| Stříbrná medaile              | Vojtěch Král                | SK Severka Šumperk       | 1:45:48                 | +3:18                   | Stříbrná medaile  | Jana Knapová            | OK Lokomotiva Pardubice  | 1:19:00                 | +0:11                   |
| Bronzová medaile              | Jan Šedivý                  | SK Praga                 | 1:46:30                 | +4:00                   | Bronzová medaile  | Adéla Indráková         | SK Žabovřesky Brno       | 1:21:55                 | +3:06                   |
| 4                             | Baptiste Rollier            | OK 99 Hradec Králové     | 1:47:35                 | +5:05                   | 4                 | Kamila Gregorová        | SK OB Chotěboř           | 1:26:54                 | +8:05                   |
| 5                             | Jan Procházka               | SK Praga                 | 1:48:13                 | +5:43                   | 5                 | Michaela Omová          | OOB TJ Turnov            | 1:27:54                 | +9:05                   |
| 6                             | Tomáš Kubelka               | OK Lokomotiva Pardubice  | 1:48:58                 | +6:28                   | 6                 | Lenka Mechlová          | OK Slavia Hradec Králové | 1:28:10                 | +9:21                   |
| 7                             | Jan Petržela                | OK 99 Hradec Králové     | 1:50:32                 | +8:02                   | 7                 | Iva Rufferová           | OOB TJ Turnov            | 1:28:19                 | +9:30                   |
| 8                             | Marek Minář                 | Magnus Orienteering      | 1:50:42                 | +8:12                   | 8                 | Iveta Šístková          | OK Lokomotiva Pardubice  | 1:28:54                 | +10:05                  |
| 9                             | Jan Mrázek                  | Sportcentrum Jičín       | 1:51:39                 | +9:09                   | 9                 | Markéta Tesařová        | SK Žabovřesky Brno       | 1:29:35                 | +10:46                  |
| 10                            | Pavel Kubát                 | OK 99 Hradec Králové     | 1:51:52                 | +9:22                   | 10                | Martina Zvěřinová       | OK Lokomotiva Pardubice  | 1:29:45                 | +10:56                  |
| Pořadí                        | H20 – junioři               | H20 – junioři            | H20 – junioři           | H20 – junioři           | Pořadí            | D20 – juniorky          | D20 – juniorky           | D20 – juniorky          | D20 – juniorky          |
| Zlatá medaile                 | Daniel Vandas               | OK 99 Hradec Králové     | 1:06:53                 |                         | Zlatá medaile     | Tereza Čechová          | OK Kamenice              | 50:33                   |                         |
| Stříbrná medaile              | Vojtěch Sýkora              | OOB TJ Slovan Luhačovice | 1:08:11                 | +1:18                   | Stříbrná medaile  | Barbora Vyhnálková      | OB Říčany                | 52:02                   | +1:29                   |
| Bronzová medaile              | Antonín Semerád             | Oddíl OB Kotlářka        | 1:11:18                 | +4:25                   | Bronzová medaile  | Karolína Staňová        | OK Jiskra Nový Bor       | 57:33                   | +7:00                   |
| Pořadí                        | H18 – starší dorostenci     | H18 – starší dorostenci  | H18 – starší dorostenci | H18 – starší dorostenci | Pořadí            | D18 – starší dorostenky | D18 – starší dorostenky  | D18 – starší dorostenky | D18 – starší dorostenky |
| Zlatá medaile                 | Jakub Dekrét                | SK Žabovřesky Brno       | 1:00:24                 |                         | Zlatá medaile     | Tereza Janošíková       | SOB Olomouc              | 47:51                   |                         |
| Stříbrná medaile              | Jonáš Fencl                 | OK Lokomotiva Pardubice  | 1:01:11                 | +0:47                   | Stříbrná medaile  | Anna Kopecká            | OK Lokomotiva Pardubice  | 48:02                   | +0:11                   |
| Bronzová medaile              | Vít Horčička                | SK SKI-OB Šternberk      | 1:02:41                 | +2:17                   | Bronzová medaile  | Barbora Chaloupská      | OK 99 Hradec Králové     | 49:32                   | +1:41                   |
| Pořadí                        | H16 – mladší dorostenci     | H16 – mladší dorostenci  | H16 – mladší dorostenci | H16 – mladší dorostenci | Pořadí            | D16 – mladší dorostenky | D16 – mladší dorostenky  | D16 – mladší dorostenky | D16 – mladší dorostenky |
| Zlatá medaile                 | Ondřej Metelka              | OK 99 Hradec Králové     | 48:58                   |                         | Zlatá medaile     | Anna Kochová            | Sportcentrum Jičín       | 36:53                   |                         |
| Stříbrná medaile              | Jan Gajda                   | OK Kamenice              | 49:25                   | +0:27                   | Stříbrná medaile  | Csilla Gárdonyi         | Maďarsko                 | 39:49                   | +2:56                   |
| Bronzová medaile              | Tomáš Janovský Martin Šimša | SK Praga                 | 53:09                   | +4:11                   | Bronzová medaile  | Adéla Vandasová         | OK 99 Hradec Králové     | 40:30                   | +3:37                   |
| << předchozí • následující >> |                             |                          |                         |                         |                   |                         |                          |                         |                         |

Souhrnné informace naleznete v článku Mistrovství České republiky v orientačním běhu na klasické trati.

## Mistrovství ČR štafet
Štafetový šampionát zavítal do oblasti Hanušovické vrchoviny v nadmořské výšce cca 600–840 m n. m. s převážně jehličnatým lesem s různou průběžností s nepravidelnou sítí komunikací. Údolní části lesa byly podmáčené a v terénu byly i pozůstatky vojenské činnosti. Pořadatelé připravili pěknou a přehlednou arénu, přestože jim dva  dny před závody vichr zničil skoro celé připravené shromaždiště (především stany). Samotný závod byl dramatický také díky nepříliš vyrovnaným tratím (farstám) na jednotlivých úsecích.
Reportáž ze závodu štafet a klubů o délce 41 minut připravila Česká televize.
| Datum závodu   | 7. 10. 2017     |  | Místo konání    | Moravský Karlov • aréna    |  | Pořadatel       | Klub vytrvalostních sportů Šumperk            |
| Ředitel závodu | Pavel Paloncý   |  | Hlavní rozhodčí | Petr Turczer               |  | Stavitelé tratí | Zdeněk Janů st.                               |
| Název mapy     | Moravský Karlov |  | Web závodu      | http://www.ksu.cz/mcr2017/ |  | Výsledky závodu | http://oris.orientacnisporty.cz/Zavod?id=3546 |

| Zkrácené výsledky             | Zkrácené výsledky                                                  | Zkrácené výsledky | Zkrácené výsledky | Zkrácené výsledky | Zkrácené výsledky                                                                 | Zkrácené výsledky | Zkrácené výsledky | Zkrácené výsledky | Zkrácené výsledky |
| Pořadí                        | H21 – muži                                                         | H21 – muži        | H21 – muži        | Pořadí            | D21 – ženy                                                                        | D21 – ženy        | D21 – ženy        |                   |                   |
| ----------------------------- | ------------------------------------------------------------------ | ----------------- | ----------------- | ----------------- | --------------------------------------------------------------------------------- | ----------------- | ----------------- | ----------------- | ----------------- |
| Zlatá medaile                 | OK 99 Hradec Králové Pavel Kubát Baptiste Rollier Jan Petržela     | 2:11:35           |                   | Zlatá medaile     | SK Žabovřesky Brno Magdaléna Tužilová Natalia Hiklová Adéla Indráková             | 2:08:21           |                   |                   |                   |
| Stříbrná medaile              | OK Lokomotiva Pardubice Matěj Kamenický Tomáš Kubelka Radek Nožka  | 2:14:06           | +2:31             | Stříbrná medaile  | SK Žabovřesky Brno Markéta Tesařová Barbora Zháňalová Jindra Hlavová              | 2:08:30           | +0:09             |                   |                   |
| Bronzová medaile              | SK Praga Jan Flašar Jan Procházka Jan Šedivý                       | 2:16:24           | +4:49             | Bronzová medaile  | SK Praga Zuzana Kožinová Martina Tichovská Martina Matějů                         | 2:11:48           | +3:27             |                   |                   |
| 4                             | SK Severka Šumperk Martin Poklop Marek Schuster Vojtěch Král       | 2:16:30           | +4:55             | 4                 | OOB TJ Slovan Luhačovice Magdalena Čermáková Martina Jirčáková Vendula Horčičková | 2:12:16           | +3:55             |                   |                   |
| 5                             | SK Žabovřesky Brno Otakar Hirš Daniel Hájek Miloš Nykodým          | 2:18:48           | +7:13             | 5                 | OOB TJ Turnov Lucie Krafková Iva Rufferová Michaela Omová                         | 2:15:30           | +7:09             |                   |                   |
| Pořadí                        | H18 – dorostenci                                                   | H18 – dorostenci  | H18 – dorostenci  | Pořadí            | D18 – dorostenky                                                                  | D18 – dorostenky  | D18 – dorostenky  |                   |                   |
| Zlatá medaile                 | OK Lokomotiva Pardubice Martin Roudný Jan Rusin Jonáš Fencl        | 2:03:05           |                   | Zlatá medaile     | OK Lokomotiva Pardubice Martina Waňková Jana Peterová Anna Kopecká                | 2:10:32           |                   |                   |                   |
| Stříbrná medaile              | SK SKI-OB Šternberk Vít Horčička Mikuláš Jirka František Světnický | 2:15:07           | +12:02            | Stříbrná medaile  | SJH Jindřichův Hradec Tereza Kinštová Eliška Hojná Kateřina Blažková              | 2:10:36           | +0:04             |                   |                   |
| Bronzová medaile              | K.O.B. Choceň Mikołaj Krawczyński Michal Švadlena Tomáš Křivda     | 2:16:59           | +13:54            | Bronzová medaile  | OK Slavia Hradec Králové Andrea Větříčková Petra Holečková Nikola Thýnová         | 2:13:04           | +2:32             |                   |                   |
| << předchozí • následující >> |                                                                    |                   |                   |                   |                                                                                   |                   |                   |                   |                   |

Souhrnné informace naleznete v článku Mistrovství České republiky v orientačním běhu štafet.

## Mistrovství ČR klubů a oblastních výběrů
Přes 250 vícečlenných smíšených klubových štafet soupeřilo ve stejném terénu jako při sobotních štafetách jak s nástrahami tratí tak i s deštěm a sychravým počasím.
Reportáž ze závodu štafet a klubů o délce 41 minut připravila Česká televize.
| Datum závodu   | 8. 10. 2017   |  | Místo konání    | Moravský Karlov • aréna    |  | Pořadatel       | Klub vytrvalostních sportů Šumperk |
| Ředitel závodu | Pavel Paloncý |  | Hlavní rozhodčí | Petr Turczer               |  | Stavitelé tratí | Zdeněk Janů st.                    |
| Název mapy     | U Františka   |  | Web závodu      | http://www.ksu.cz/mcr2017/ |  | Výsledky závodu | ORIS                               |

| Zkrácené výsledky             | Zkrácené výsledky | Zkrácené výsledky | Zkrácené výsledky | Zkrácené výsledky | Zkrácené výsledky | Zkrácené výsledky | Zkrácené výsledky | Zkrácené výsledky | Zkrácené výsledky |
| Pořadí                        | DH21 - dospělí | DH21 - dospělí    | DH21 - dospělí    | Pořadí            | DH18 - dorost | DH18 - dorost     | DH18 - dorost     |                   |                   |
| ----------------------------- | --- | ----------------- | ----------------- | ----------------- | --- | ----------------- | ----------------- | ----------------- | ----------------- |
| Zlatá medaile                 | OK 99 Hradec Králové Pavel Kubát Markéta Novotná Daniel Vandas Denisa Kosová Baptiste Rollier Klára Novotná Jan Petržela      | 4:51:03           |                   | Zlatá medaile     | OK Lokomotiva Pardubice Martin Roudný Jana Peterová Ondřej Volák Martina Waňková Jonáš Fencl Anna Kopecká Jan Rusin                     | 4:25:56           |                   |                   |                   |
| Stříbrná medaile              | SK Žabovřesky Brno Otakar Hirš Adéla Indráková Štěpán Zimmermann Barbora Zháňalová Miloš Nykodým Jindra Hlavová Daniel Hájek  | 4:52:53           | +1:50             | Stříbrná medaile  | SK Žabovřesky Brno Tomáš Milán Martina Opálková Šimon Mareček Anna Auermüllerová Ondřej Hlaváč Markéta Firešová Jakub Dekrét            | 4:34:03           | +8:07             |                   |                   |
| Bronzová medaile              | OK Lokomotiva Pardubice Matěj Kamenický Iveta Šístková Jan Grundmann Martina Zvěřinová Tomáš Kubelka Jana Knapová Radek Nožka | 5:00:37           | +9:34             | Bronzová medaile  | OK 99 Hradec Králové Jáchym Kavalír Adéla Vandasová Tomáš Samek Jana Kubíčková Šimon Chvátil Barbora Chaloupská Ondřej Metelka          | 4:35:55           | +9:59             |                   |                   |
| 4                             | SK Žabovřesky Brno Jan Klusáček Markéta Tesařová Vít Bravený Hana Hlavová Stanislav Mokrý Magdaléna Tužilová Adam Chloupek    | 5:05:55           | +14:52            | 4                 | SK Praga Karel Vítek Karolína Bejvlová Petr Janas Kateřina Škarková Tomáš Janovský Eliška Sieglová Petr Buk                             | 4:42:12           | +16:16            |                   |                   |
| 5                             | SK Praga Jan Flašar Martina Tichovská Šimon Navrátil Zuzana Kožinová Jan Šedivý Martina Matějů Jan Procházka                  | 5:07:09           | +16:06            | 5                 | OOB TJ Slovan Luhačovice Jan Vopařil Michaela Dittrichová Dušan Zentrich Sára Bednaříková Kryštof Panovec Tereza Šmelíková Medard Féder | 4:45:53           | +19:57            |                   |                   |
| << předchozí • následující >> | |                   |                   |                   | |                   |                   |                   |                   |

Souhrnné informace naleznete v článku Mistrovství České republiky v orientačním běhu klubů a oblastních výběrů.